# Monument Valley 2
Monument Valley 2 est un jeu vidéo de réflexion influencé par l'œuvre de Maurits Cornelis Escher et développé par Ustwo, sorti le 5 juin 2017 sur iOS, le 6 novembre de la même année sur Android et le 15 avril 2025 sur PlayStation 4 et PlayStation 5, Xbox One, Xbox Series et Nintendo Switch. Il fait également parti du catalogue de jeux sur Netflix depuis le 29 octobre 2024.
L'originalité de cet opus par rapport à son prédécesseur est la possibilité de contrôler deux personnages.

## Distinctions
Le jeu obtient le Game Award du meilleur jeu mobile en 2017.